# Yashiro (Klan)

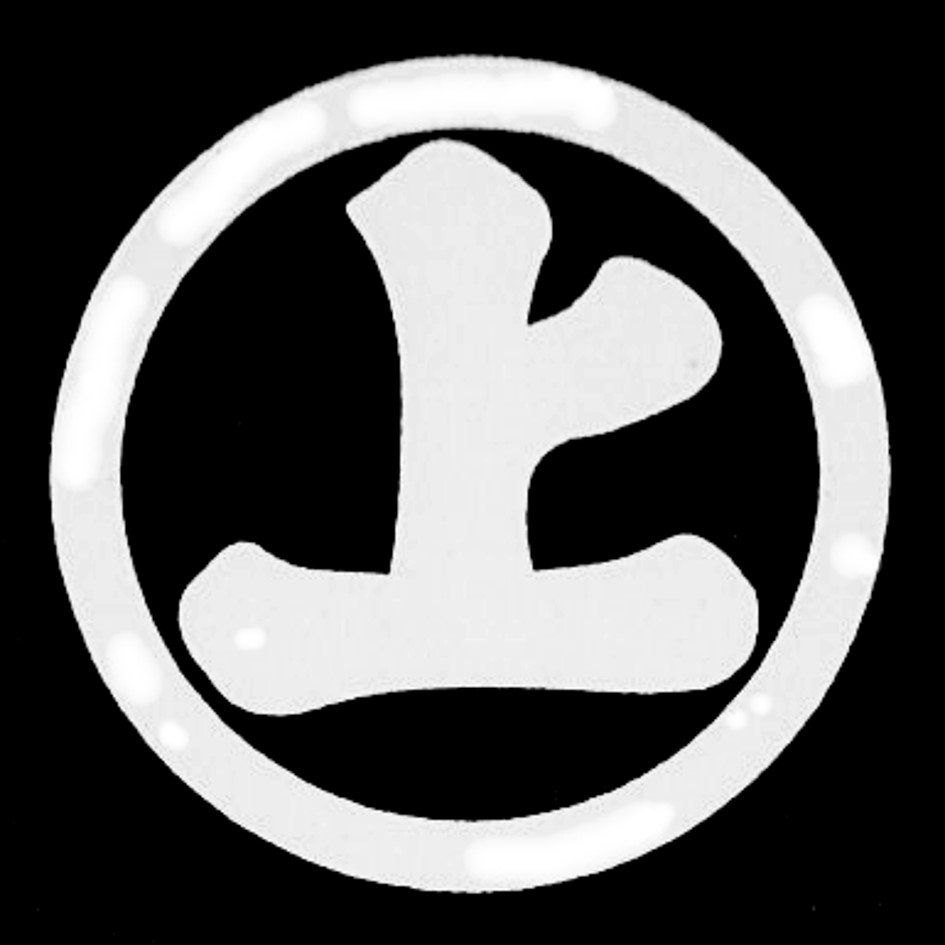
Wappen der Yashiro

Die Yashiro (japanisch 屋代氏) waren eine alte Familie des japanischen Schwertadels (Buke), die sich von Murakami no Tamekuni (村上 為國) und damit von den Murakami Genji ableitete.

## Genealogie
- Yorikuni (頼國) ließ sich in Yashiro in der Provinz Shinano (heute Präfektur Nagano) nieder und nannte sich nach dem Ort.
- Hidemasa (秀正; 1623) erhielt nach der Schlacht von Sekigahara im Jahr 1600 die Domäne Hōjō (北条) mit einem Einkommen von 10.000 Koku und errichtete dort ein Festes Haus (陣屋, Jinya).
- Tadamasa (忠正; 1594–1662) wurde 1632 abgesetzt und nach Takata in der Provinz Echigo verbannt, weil er nicht sorgfältig den Suruga-Dainagon Tadanaga[A 1] überwacht hatte, der ihm als Gefangener anvertraut war. Tadamasa wurde nach sechs Jahren begnadigt und konnte seine Domäne wieder in Besitz nehmen.
- Tadanori (忠位), ein Nachkomme Tadamasas, wurde 1712 ebenfalls wegen schlechter Amtsführung abgesetzt. Damit verloren die Yashiro ihren Daimyō-Status.